# 금강송면
금강송면(金剛松面)은 대한민국 경상북도 울진군의 면이다. 넓이는 298.42km2이고, 인구는 2011년 기준으로 1,619명이다.

## 지명유래
울진 읍내에서 서쪽에 입지하여 지명을 서면이라 하였다가, 지역내에 있는 금강송 군락지에서 유래된 금강송면으로 명칭을 변경하였다. 원래는 울진군의 지역으로서, 하원(下院)·삼근(三斤)·왕피(王避)·봉전(鳳田)·달전(達田)·소조원(召造院)·후곡(後谷)·광천(光川)·전천(前川)·원곡(元谷)·승부(承富)·광비(廣比)·거응(巨應)·남회룡(南回龍)의 14개 동을 관할하다가, 1916년 3월 1일 삼근·왕피·소광(召光)·하원(下院)·쌍전(雙田)·전곡(前谷)·광회(廣回) 등 7개 리로 개편되었다. 1983년 12월 15일 전곡리 승부마을 1개 반이 봉화군 석포면에 편입되고, 1994년 12월 26일 왕피1리 갈전마을이 영양군 수비면 신암리로 편입되었다. 2015년 4월 21일 서면에서 금강송면으로 행정구역 명칭을 변경하였다.

## 연혁
- 조선시대 39개리로 편성
- 1902년 : 8개리로 병합 (1개동은 근남면에 편입)
- 1983년 12월 15일 : 전곡리 승부마을 1개반 봉화군 석포면에 편입
- 1994년 12월 26일 : 왕피1리 갈전마을 영양군 수비면 신암리로 편입
- 2015년 4월 21일 : 서면(西面)을 금강송면으로 개칭[2]

## 행정 구역
- 광회리(廣回里)
- 삼근리(三斤里): 행정복지센터 소재지.
- 소광리(召光里)
- 쌍전리(雙田里)
- 왕피리(王避里)
- 전곡리(前谷里)
- 하원리(下院里)

## 교육 기관
- 삼근초등학교
- 삼근초등학교 광희분교
- 삼근초등학교 왕피분교
- 삼근초등학교 옥방분교